# Золотий кубок КОНКАКАФ
Золотий кубок КОНКАКАФ (англ. CONCACAF Gold Cup, ісп. CONCACAF Copa Oro) — головний футбольний турнір серед чоловічих футбольних збірних країн, що входять до зони КОНКАКАФ, футбольної конфедерації регіону Північної та Центральної Америки.

## Історія
Попередником Золотого кубку був Чемпіонат націй КОНКАКАФ, який проводився з 1963 року, після створення конфедерації у 1961. З 1963 по 1971 рік турнір проходив що два роки.
Протягом 1973—1989 окремий футбольний турнір серед збірних команд країн регіону не проводився, найкраща команда КОНКАКАФ та володарі призових місць визначалися за результатами відбірних змагань до чемпіонатів світу.
1990 року керівництво КОНКАКАФ ухвалило рішення про відновлення окремого турніру для визначення найкращих національних команд регіону. Турнір отримав сучасну назву «Золотий кубок КОНКАКАФ» та був уперше проведений 1991 року у США. До 2000 року участь у змаганні брали 8 команд, після чого формат було розширено до 12 учасників. З розіграшу 2019 року кількість учасників фінального турніру збільшили до 16.
Протягом розіграшів 1996—2005 років участь у змаганні окрім команд КОНКАКАФ брали запрошені команди, що представляли Південну Америку, Африку та Азію.

## Відбір учасників до 2017 року
Учасники змагання визначалися за зональним принципом. Участь у розіграші Золотого кубку КОНКАКАФ брали:
Зона Північної Америки:
- усі команди Зони автоматично — 3 з 3 команд Зони.

Зона Центральної Америки:
- за результатами Кубку центральноамериканських націй: найкращі 5 з 7 команд Зони.

Зона Карибського басейну:
- за результатами Кубку Карибів: найкращі 4 з 30 команд Зони.

## Формат змагання
З 2019 року участь у розіграші Золотого кубку беруть 16 команд, які на першому етапі змагання грають у 4 групах по 4 команди кожна. До другого етапу потрапляють команди, що зайняли 1-ші та 2-гі місця у своїх групах.
Другий етап проводиться за принципом плей-оф та починається зі стадії чвертьфіналів.

## Результати турніру

### Чемпіонат націй КОНКАКАФ (1963 — 1989)
| Чемпіонат націй КОНКАКАФ | Чемпіонат націй КОНКАКАФ       | Чемпіонат націй КОНКАКАФ | Чемпіонат націй КОНКАКАФ | Чемпіонат націй КОНКАКАФ         | Чемпіонат націй КОНКАКАФ | Чемпіонат націй КОНКАКАФ |
| Рік                      | Господарі                      |                          | Призери                  | Призери                          | Призери                  | Призери                  |
| Рік                      | Господарі                      | Переможець               | Друге місце              | Третє місце                      | Четверте місце           |                          |
| ------------------------ | ------------------------------ | ------------------------ | ------------------------ | -------------------------------- | ------------------------ | ------------------------ |
| 1963 Докладніше          | Сальвадор                      | Коста-Рика               | Сальвадор                | Нідерландські Антильські острови | Гондурас                 |                          |
| 1965 Докладніше          | Гватемала                      | Мексика                  | Гватемала                | Коста-Рика                       | Сальвадор                |                          |
| 1967 Докладніше          | Гондурас                       | Гватемала                | Мексика                  | Гондурас                         | Тринідад і Тобаго        |                          |
| 1969 Докладніше          | Коста-Рика                     | Коста-Рика               | Гватемала                | Нідерландські Антильські острови | Мексика                  |                          |
| 1971 Докладніше          | Тринідад і Тобаго              | Мексика                  | Гаїті                    | Коста-Рика                       | Куба                     |                          |
| 1973(1) Докладніше       | Гаїті                          | Гаїті                    | Тринідад і Тобаго        | Мексика                          | Гондурас                 |                          |
| 1977(1) Докладніше       | Мексика                        | Мексика                  | Гаїті                    | Сальвадор                        | Канада                   |                          |
| 1981(1) Докладніше       | Гондурас                       | Гондурас                 | Сальвадор                | Мексика                          | Канада                   |                          |
| 1985(1) Докладніше       | Північна Америка, різні країни | Канада                   | Гондурас                 | Коста-Рика                       | Сальвадор                |                          |
| 1989(1) Докладніше       | Північна Америка, різні країни | Коста-Рика               | США                      | Тринідад і Тобаго                | Гватемала                |                          |

### Золотий кубок КОНКАКАФ (з 1991)
| Золотий кубок КОНКАКАФ | Золотий кубок КОНКАКАФ | Золотий кубок КОНКАКАФ | Золотий кубок КОНКАКАФ  | Золотий кубок КОНКАКАФ | Золотий кубок КОНКАКАФ      | Золотий кубок КОНКАКАФ      | Золотий кубок КОНКАКАФ      | Золотий кубок КОНКАКАФ | Золотий кубок КОНКАКАФ |
| ---------------------- | ---------------------- | ---------------------- | ----------------------- | ---------------------- | --------------------------- | --------------------------- | --------------------------- | ---------------------- | ---------------------- |
| Рік                    | Господарі              |                        | Фінал                   | Фінал                  | Фінал                       |                             | Матч за 3 місце             | Матч за 3 місце        | Матч за 3 місце        |
| Рік                    | Господарі              | Переможець             | Рахунок                 | Друге місце            | Третє місце                 | Рахунок                     | Четверте місце              |                        |                        |
| 1991 Докладніше        | США                    | США                    | 0 – 0 д.ч. (4 – 3 пен.) | Гондурас               | Мексика                     | 2 – 0                       | Коста-Рика                  |                        |                        |
| 1993 Докладніше        | США Мексика            | Мексика                | 4 – 0                   | США                    | Коста-Рика · Ямайка         | 1 – 1 д.ч.(2)               |                             |                        |                        |
| 1996 Докладніше        | США                    | Мексика                | 2 – 0                   | Бразилія               | США                         | 3 – 0                       | Гватемала                   |                        |                        |
| 1998 Докладніше        | США                    | Мексика                | 1 – 0                   | США                    | Бразилія                    | 1 – 0                       | Ямайка                      |                        |                        |
| 2000 Докладніше        | США                    | Канада                 | 2 – 0                   | Колумбія               | Перу · Тринідад і Тобаго(3) | Перу · Тринідад і Тобаго(3) | Перу · Тринідад і Тобаго(3) |                        |                        |
| 2002 Докладніше        | США                    | США                    | 2 – 0                   | Коста-Рика             | Канада                      | 2 – 1                       | Південна Корея              |                        |                        |
| 2003 Докладніше        | США Мексика            | Мексика                | 1 – 0 (Золотий гол)     | Бразилія               | США                         | 3 – 2                       | Коста-Рика                  |                        |                        |
| 2005 Докладніше        | США                    | США                    | 0 – 0 д.ч. (3 – 1 пен.) | Панама                 | Не проводився(3)            | Не проводився(3)            | Не проводився(3)            |                        |                        |
| 2005 Докладніше        | США                    | США                    | 0 – 0 д.ч. (3 – 1 пен.) | Панама                 | Колумбія · Гондурас         |                             |                             |                        |                        |
| 2007 Докладніше        | США                    | США                    | 2 – 1                   | Мексика                | Канада · Гваделупа          | Канада · Гваделупа          | Канада · Гваделупа          |                        |                        |
| 2009 Докладніше        | США                    | Мексика                | 5 – 0                   | США                    | Коста-Рика · Гондурас       | Коста-Рика · Гондурас       | Коста-Рика · Гондурас       |                        |                        |
| 2011 Докладніше        | США                    | Мексика                | 4 – 2                   | США                    | Гондурас · Панама           | Гондурас · Панама           | Гондурас · Панама           |                        |                        |
| 2013 Докладніше        | США                    | США                    | 1 – 0                   | Панама                 | Гондурас · Мексика          | Гондурас · Мексика          | Гондурас · Мексика          |                        |                        |
| 2015 Докладніше        | США Канада             | Мексика                | 3 – 1                   | Ямайка                 | Панама                      | 1 – 1 (пен. 3:2)            | США                         |                        |                        |
| 2017 Докладніше        | США                    | США                    | 2 – 1                   | Ямайка                 | Коста-Рика · Мексика        | Коста-Рика · Мексика        | Коста-Рика · Мексика        |                        |                        |
| 2019 Докладніше        | США Ямайка Коста-Рика  | Мексика                | 1 – 0                   | США                    | Ямайка · Гаїті              | Ямайка · Гаїті              | Ямайка · Гаїті              |                        |                        |
| 2021 Докладніше        | США                    | США                    | 1 – 0                   | Мексика                | Катар · Канада              | Катар · Канада              | Катар · Канада              |                        |                        |
| 2023 Докладніше        | США Канада             | Мексика                | 1 – 0                   | Панама                 | США · Ямайка                | США · Ямайка                | США · Ямайка                |                        |                        |
| 2025 Докладніше        | США Канада             | Мексика                | 2 – 1                   | США                    | Гватемала · Гондурас        | Гватемала · Гондурас        | Гватемала · Гондурас        |                        |                        |

(курсивом позначені запрошені команди)
1 Окремий турнір не проводився. Переможець та призери визначалися за результатами виступів у кваліфікаційному раунді до чемпіонату світу. 
2 Гра збірних Коста-Рики та Ямайки завершилася з рахунком 1-1 після додаткового часу, обидві команди поділили третє місце.
3 Матч за третє місце не проводився. Обидві команди, що програли у півфіналах поділили третє місце.

## Досягнення збірних
Сумарна статистика участі збірних країн регіону КОНКАКАФ у чемпіонаті націй КОНКАКАФ (1961—1989) та Золотому кубку КОНКАКАФ (з 1991 року).
| Збірна                           | Чемпіон                                                                           | 2 місце                                      | 3 місце                                | 4 місце        |
| -------------------------------- | --------------------------------------------------------------------------------- | -------------------------------------------- | -------------------------------------- | -------------- |
| Мексика                          | 13 (1965, 1971, 1977, 1993, 1996, 1998, 2003, 2009, 2011, 2015, 2019, 2023, 2025) | 3 (1967, 2007, 2021)                         | 5 (1973, 1981, 1991, 2013, 2017)       | 1 (1969)       |
| США                              | 7 (1991, 2002, 2005, 2007, 2013, 2017, 2021)                                      | 7 (1989, 1993, 1998, 2009, 2011, 2019, 2025) | 4 (1996, 2003, 2015, 2023)             | —              |
| Коста-Рика                       | 3 (1963, 1969, 1989)                                                              | 1 (2002)                                     | 6 (1965, 1971, 1985, 1993, 2009, 2017) | 2 (1991, 2003) |
| Канада                           | 2 (1985, 2000)                                                                    | —                                            | 3 (2002, 2007, 2021)                   | 2 (1977, 1981) |
| Гондурас                         | 1 (1981)                                                                          | 2 (1985, 1991)                               | 5 (1967, 2005, 2009, 2011, 2013)       | 2 (1963, 1973) |
| Гватемала                        | 1 (1967)                                                                          | 2 (1965, 1969)                               | —                                      | 2 (1989, 1996) |
| Гаїті                            | 1 (1973)                                                                          | 2 (1971, 1977)                               | 1 (2019)                               | —              |
| Панама                           | —                                                                                 | 3 (2005, 2013, 2023)                         | 2 (2011. 2015)                         | —              |
| Ямайка                           | —                                                                                 | 2 (2015, 2017)                               | 3 (1993, 2019, 2023)                   | 1 (1998)       |
| Сальвадор                        | —                                                                                 | 2 (1963, 1981)                               | 1 (1977)                               | 1 (1965)       |
| Бразилія                         | —                                                                                 | 2 (1996, 2003)                               | 1 (1998)                               | —              |
| Тринідад і Тобаго                | —                                                                                 | 1 (1973)                                     | 2 (1989, 2000)                         | 1 (1967)       |
| Колумбія                         | —                                                                                 | 1 (2000)                                     | 1 (2005)                               | —              |
| Нідерландські Антильські острови | —                                                                                 | —                                            | 2 (1963, 1969)                         | —              |
| Гваделупа                        | —                                                                                 | —                                            | 1 (2007)                               | —              |
| Перу                             | —                                                                                 | —                                            | 1 (2000)                               | —              |
| Катар                            | —                                                                                 | —                                            | 1 (2021)                               | —              |
| Куба                             | —                                                                                 | —                                            | —                                      | 1 (1971)       |
| Південна Корея                   | —                                                                                 | —                                            | —                                      | 1 (2002)       |

(курсивом позначені запрошені команди)